# 大泉洋
大泉 洋（おおいずみ よう、1973年〈昭和48年〉4月3日 - ）は、日本の俳優、タレント、歌手、声優、ナレーター、司会者、コメディアン、ものまねタレント、映画監督、著作家、演出家、脚本家、ラジオパーソナリティ、シンガーソングライター、作詞家、作曲家、スーツアクター。愛称は、洋ちゃん。
所属事務所はCREATIVE OFFICE CUE、業務提携先はアミューズ。所属レコード会社はA-Sketch。演劇ユニット・TEAM NACSのメンバー。音楽ユニット・FAN TANの元メンバー
。北海道江別市大麻、同道札幌市南区真駒内出身。北海学園大学経済学部卒業。身長は178cm。妻は元フジテレビ社員でドラマプロデューサーの中島久美子。実兄は函館市長の大泉潤（後述）。

## 概要
北海学園大学在学中に札幌で芸能活動を開始。
北海道テレビ（HTB）のバラエティ番組「水曜どうでしょう」や演劇ユニットTEAM NACSの活動が人気を博し、全国区となった。
東京進出後は俳優としての活躍が目覚ましく、数多くの映画・テレビドラマなどで主演を務める。
演技力も高く評価されており、日本アカデミー賞、ブルーリボン賞など受賞歴も多い。
俳優業やバラエティ出演にとどまらず、音楽番組の司会やアニメの声優、歌、舞台の脚本・演出、エッセイの執筆なども多彩に手がける。

## 経歴

### 北海道時代
北海道江別市の市立江別総合病院で産まれる。幼少期は同市大麻で過ごし、1980年に江別市立大麻東小学校に入学。小学5年生の時に札幌市南区真駒内へ引っ越し、札幌市立真駒内南小学校に転校。その後、札幌市立真駒内中学校にて当時の担任から面談で「吉本に行け！」と言われたことがある。北海道札幌藻岩高等学校を卒業後に2浪し、代々木ゼミナール・サテライン予備校で学ぶ。浪人時代は、遊んでばかりだったという。
1994年、北海学園大学経済学部経済学科に入学。本来、志望していた大学ではなく母親から「もう死ぬんじゃないか」と心配されるほど滅入っており当初は本人も、かなり落ち込んでいたが「このまま腐った気持ちでいるのはまずい」と奮起し、演劇研究会に入る。そこで森崎博之、安田顕、佐藤重幸（現：戸次重幸）、音尾琢真の4人と仲良くなった。初舞台は同年夏、演劇研究会の道内地方公演での大林先生役。公演当時より独特のキャラクターが際立っていた5人だったので、研究会で浮いていた。
1996年、大学を卒業する森崎・安田の卒業制作として公演を行うため1回限りのユニットとして、上記の4人と「TEAM-NACS」を結成。森崎・安田の大学卒業と就職を機に解散したが、それぞれ退職し1997年8月に再結成する。
また1995年には、演劇研究会の先輩である森崎と戸次の薦めで音尾と共に稲田博が主宰する劇団イナダ組に入団、2004年まで所属した。稲田は「初めて舞台の立ち方を教えてくれた方」として、今でも師とあおいでいる。
大学在学中の1995年10月に、北海道テレビ（HTB）の深夜番組『モザイクな夜V3』に、2代目「元気くん」として出演し、芸能活動を開始。これは、初代「元気くん」・田中護の後任を探していた時に、演劇研究会の舞台を見た劇団OOPARTS（鈴井貴之主宰）の劇団員に認められ、当時鈴井の妻であった伊藤亜由美がディレクターの杉山順一に大泉を紹介したことがきっかけであった。「元気くん」は、すすきののニュークラブを取材するというレポーターで、初出演の時には、レポート先で「緊張する人」を演じた。
その後にトーク力が買われ、スタジオにも呼ばれるようになった。
また、番組の出演を機に鈴井貴之が代表を務めるCREATIVE OFFICE CUEに所属。
翌1996年7月公開の『ガメラ2 レギオン襲来』に、レギオンから逃げる地下鉄の乗客役で映画初出演を果たすが、鈴井のミスによってエンディングにクレジットされていない。
同年10月に、HTBでスタートした深夜番組『水曜どうでしょう』に出演し、北海道内でのタレント活動が活発化した。大泉と鈴井、ディレクターの藤村忠寿と嬉野雅道の4人を中心に過酷な旅を行う内容が人気となり、深夜枠での放送にもかかわらず1999年には最高視聴率18.6%を得た1999年より全国に番販された。
『パパパパパフィー』に出演もあり、大泉の知名度も全国的に広がった。
2002年にレギュラー放送を終了したが、現在も再編集版が『水曜どうでしょうClassic』・『水曜どうでしょうプレミア』として全国各地で再放送されていたり、不定期で新作が制作・放送されたりと人気がある。
1999年からは、『鈴井の巣』（HTB）でPUFFYにインタビューしたことを機に『パパパパパフィー』（テレビ朝日）に不定期で出演するようになり、全国ネットのバラエティ番組に登場することとなった。
初出演時は、ゲストに郷ひろみや安室奈美恵がいる中で当時の北海道外では、ほぼ無名だった大泉がジャージ姿で司会として出演したが、観客から「キモい」などと言われ落ち込んだ。この時は、まだ東京に進出する気はなかった。また、この頃に歌手としても才能を発揮した。
2000年、『鈴井の巣』（HTB）で、大泉がボーカルの「大泉バンド」を結成。番組内で奥田民生の作曲、大泉の作詞による「負け戦」を披露した。また、『ドラバラ鈴井の巣』（HTB）では、ドラマ企画毎に歌唱と共に、作詞・作曲を手掛けた。
2004年には、作詞・大泉、作曲・根本要で、スターダストレビューとのコラボレーションシングル「本日のスープ」を「北海道限定版」と「全国版」で発売。全国版はオリコン最高10位を記録し『ミュージックステーション』（テレビ朝日、2004年2月放送）や『うたばん』（TBS、2004年5月放送）に出演した。同年には、『おにぎりあたためますか』（HTB）の企画内で戸次重幸とのユニット『FAN TAN』でザ・ミュージックカウンシルより「起きないあいつ」を発売し、オリコン最高7位を記録。台湾デビューも果たす。
俳優としては、2003年には鈴井貴之監督の映画『river』で映画初主演となった。声優としても『千と千尋の神隠し』、『ハウルの動く城』など、複数のスタジオジブリ作品に参加。
2003年には、高坂希太郎監督の『茄子 アンダルシアの夏』にて主人公のペペ・ベネンヘリ役を務めた。東京進出後もゲーム『レイトン教授シリーズ』（主人公・レイトン教授役）や複数のアニメーション映画で声優をしている。

### 東京進出後

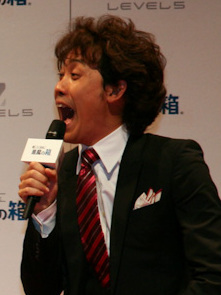
記者会見にて（2007年）

2004年5月に、TEAM-NACSの第10回公演として行われた舞台「LOOSER〜失い続けてしまうアルバム〜」のサンシャイン劇場での東京公演で、俳優として本格的に東京に進出（当時31歳）。
東京に進出した理由としては、2002年に『水曜どうでしょう』のレギュラー放送終了したことで、仕事を続けていけるか不安になり。また、北海道での仕事に閉塞感を覚えたことに加え、北海道ロケの映画で東京から来た俳優よりも格下の扱いを受けたことにショックを受けたのが東京進出の一因だった。
自身も「自分がこれから年を取って子どもを養わなきゃいけない時に、ずっとこれで食っていけるのかなと三十ぐらいになって考え始め、ドラマや映画をちゃんとやろうと決意した」
その一方で、鈴井亜由美が「慎重なところがある」と評したように「下手に自分の得意な笑いで勝負して、万が一失敗したら立ち返りようがないし、北海道の人をがっかりさせてしまう」「東京の芸能界は怖い。すぐ消えちゃうことになる」と不安もあったが、鈴井貴之の「大きな船で、いきなり広い海の真ん中に出ていくわけじゃない。ゆっくり手漕ぎボートで出ていって何かあれば、また岸に戻って来られるんだから」という言葉に安心し、上京を決心。
同年12月には、大手芸能事務所であるアミューズと業務提携を行い、その後は、道内の仕事はCREATIVE OFFICE CUE、道外の仕事はアミューズが手掛けている。
2005年、『救命病棟24時』（フジテレビ）にて、全国ネットの連続ドラマ初出演。以後、『小早川伸木の恋』（フジテレビ）、『ハケンの品格』（日本テレビ）など、数多くのドラマに出演。
特に『ハケンの品格』では準主役ということで注目度が高まり、北海道（札幌テレビ）での視聴率が関東地区や関西地区よりも高く、平均で25%を超える視聴率を獲得した（関東地区での平均視聴率は20.1%だった）。
2009年5月2日、フジテレビドラマプロデューサーの中島久美子との結婚を発表。
中島とは2005年の『救命病棟24時』がきっかけで知り合い、2006年には大泉の初主演ドラマ『おかしなふたり』を手掛け、2008年の『ロス:タイム:ライフ』出演時の再会以降、交際していた。大泉は中島について「未熟な私を精神的に強く支えてくれ、温かく見守ってくれる方」とコメントした。同年、『赤鼻のセンセイ』（日本テレビ）で連ドラ初主演を果たした。
また、TEAM NACSの第13回公演として行われた『下荒井兄弟のスプリング、ハズ、カム。』では脚本・演出も手掛けた（2012年には『親父がくれた秘密〜下荒井5兄弟の帰郷〜』（テレビ東京）としてテレビドラマ化された）。
2010年8月29日に挙式。参加者は親族および友人、事務所関係者や番組関係者などで、司会は『1×8いこうよ!』で共演する札幌テレビアナウンサー・木村洋二が行った。
同年の大河ドラマ『龍馬伝』に近藤長次郎役で大河ドラマ初出演。
2011年5月、第一子となる長女が誕生。
同年9月には、札幌・すすきのを舞台とした映画『探偵はBARにいる』が公開され、大泉は探偵役で主演を務めた。
2012年に、同作で第35回日本アカデミー賞 優秀主演男優賞を受賞。同作は、第2作『探偵はBARにいる2 ススキノ大交差点』（2013年）、第3作『探偵はBARにいる3』（2017年）とシリーズ化された。『探偵はBARにいる3』で、第41回日本アカデミー賞優秀主演男優賞を受賞した。
2013年に、エッセイ本『大泉エッセイ』を発売。日本での累計発行部数は2017年7月時点で約42万部となっている。
2014年、北海道特別"福"知事に就任。同年、主演映画『青天の霹靂』が公開し、第6回TAMA映画賞最優秀男優賞を受賞。

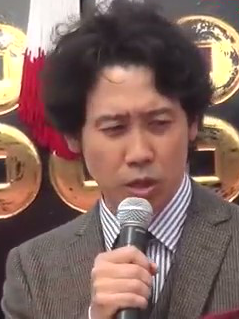
第60回松代藩真田十万石まつりにて（2015年）

2015年、主演映画『駆込み女と駆出し男』が公開された。
2016年に、第39回日本アカデミー賞優秀主演男優賞と第58回ブルーリボン賞主演男優賞を受賞。
また、2015年には連続テレビ小説『まれ』で主人公の父・津村徹役、翌2016年には大河ドラマ『真田丸』に主人公の兄・真田信之役で出演した。
2018年からは、NHK総合テレビの音楽番組『SONGS』に番組責任者として出演。全国放送のテレビ番組としては、初のレギュラー番組である。
2019年、日曜劇場『ノーサイド・ゲーム』（TBS）で、ラグビー部のゼネラルマネージャー・君嶋隼人役で主演を務めた。
2020年、『第71回NHK紅白歌合戦』で白組司会を担当。
2021年、『第72回NHK紅白歌合戦』で2年連続で司会を担当。
2022年、大河ドラマ『鎌倉殿の13人』では、源頼朝を演じ、物語の前半の要を担った。年末の『第73回NHK紅白歌合戦』で3年連続で司会を務める。
2023年、前年公開の主演映画『月の満ち欠け』で第46回日本アカデミー賞 優秀主演男優賞を受賞（4度目の受賞）。
また、日曜劇場『ラストマン-全盲の捜査官-』（TBS）に主人公のバディで警視庁刑事・護道心太朗役として出演。
10月30日、作詞を手がけた『あの空に立つ塔のように』リリース。司会からは外れたが、同曲で『第74回NHK紅白歌合戦』に歌手として初出場。

## 人物
小学生時代に、両親が車でかけていた落語のテープを暗記するまでに聴き込んでいたことがトーク力を養った。
小学校では同級生2人とのコントがウケたことから、人気者だったという。
一方、中学・高校時代は目立たない存在で物事を斜めに見るようになっていた。理由に関しては「人前で何かをするのがカッコ悪いように思えたのと、高校時代に僕をウワッと押す人がいなかった」「期待されていたら、やっていたけど『やれよ大泉!』って言う場がなかった」と話している。
2浪して志望校ではない北海学園大学に入ったため、当初は死んでもいいと思う程に落ち込んでいた。
音尾琢真も「全く喋りも笑いもしない。ブスッっとして雰囲気悪かった」と話すように、当初は後のTEAM NACSのメンバーとも馴染めずにいた。そんな中、大泉が『ルパン三世 カリオストロの城』の物真似をして周囲に馴染むようになった。
受験の失敗が、結果的にはTEAM NACSのメンバーとの出会いやテレビ出演に繋がったことから「最低な出来事も実は自分にとって、ものすごく最高な出来事だったりする。悪いことが起きると、若干ワクワクするところあるんです。きてるよ、いいことあるよって」と何事も前向きにとらえるようになったという。
大学時代に高等学校地理歴史の教育職員免許状を取得しており、大学卒業後は両親と同じ教師になる予定だった。当時のテレビ出演は、あくまでアルバイトであり「テレビは思い出作り」と公言していた。
このため、大泉の母親は未だに「今からでも先生になってくれないか」と言っている。
実際のところは大学卒業当時、不況で就職難だったため「とりあえず目の前にあるテレビの仕事や劇団の活動をしっかりやっていこう」という意識も強かったとのこと。
母校の札幌藻岩高校で教育実習における受け持ったクラスの生徒として、杉村太蔵が在籍していた。
テレビ初出演は、大学一年生の頃の1994年にHBCで放送された夕方のニュース番組での特集インタビューに、一般人としての出演であった。この時、HBCが北海学園大学の取材に来るのを事前に把握しており、テレビに出演したいが故にスタッフの目の前を何往復もウロつき、最終的にスタッフに呼び止められる形で取材に応じたという。
ドラマ初出演は、エリアコードドラマ『TV局物語 今にみてろ』（HTB制作、1995年7月 - 9月放送）である。大泉はオーディションでつまらない一発芸を披露する素人役で、完全なエキストラだった（森崎博之も一緒に出演）。撮影の際、裸になって「乳首が喋る」という芸を全力でやった結果、テレビディレクター役のヒロミがうっかり噴き出してしまい、後のバラエティ番組出演にあたっての自信になった。
大泉自身は、リスクを背負ってでも人に笑ってほしいと考えており、以前のポルトガル映画祭で、ウケる必要はないのに「こんにちは、クリスティアーノ・ロナウドです」とボケた。大泉が、そのように考えるのは「世界中から好かれたい」「嫌われたくない」という気持ちからでもあり、さらに「僕にとっては“マグロが泳いでないと死んでしまう”みたいなもので、笑いがないとつらくて仕方がなくて。さすがに家では違いますけどね」と表現している。
自分の出演するバラエティ番組は大好きであるという。また、映画の宣伝でバラエティ番組に出演するのは本当にありがたいと思っており、役者としてはバラエティ番組は絶対にやらないほうがいいと分かりつつも、バラエティ番組に出る理由は「それはやりたいから」「役者としての正解よりも笑いを取りたい気持ちが勝っちゃう」と話している。
大の動物嫌いであり、中でもサルと猫が苦手であるという。大学時代の音尾琢真、結婚後の戸次重幸らは猫を飼っているが、メンバーであってもペットのいる家には呼ばれても行かない。猫を抱き続ける役の主演のオファーを断ったことがある。ただし、自身のファンのことを『子猫ちゃん』と呼んでいる。
なお、大泉が犬と「共演」する映画やCMもいくつか存在しており、自身が出演した映画『ぶどうのなみだ』のイベントで、映画の撮影で共演した大型犬とのコミュニケーションで「お手」と「お座り」を披露したほか、犬に対しておどけてマイクを向けてインタビューを試みたり「こう見えても、あまり動物が好きじゃないんです」と言いながら「彼はなぜか、いけるんです」とイベント中ずっと撫でているなど、動物嫌いを公言しているが、動物に関する仕事全てが絶対にNGという訳ではない。
物事を続けることにこだわっており「かけた年月の分だけ味が出ると思っている」「出会いを簡単に終わりにしたくない」と語っている。大泉のスタンスはTEAM NACSの活動や北海道時代からのレギュラー番組の長寿化にも表れている。
自他共に認める面倒くさい性格。夫婦役で共演経験のある小池栄子からは、大泉と同じくTEAM NACSに所属している安田顕とは「（安田は）大泉洋みたいに細かいこと言わない」として比較されている。

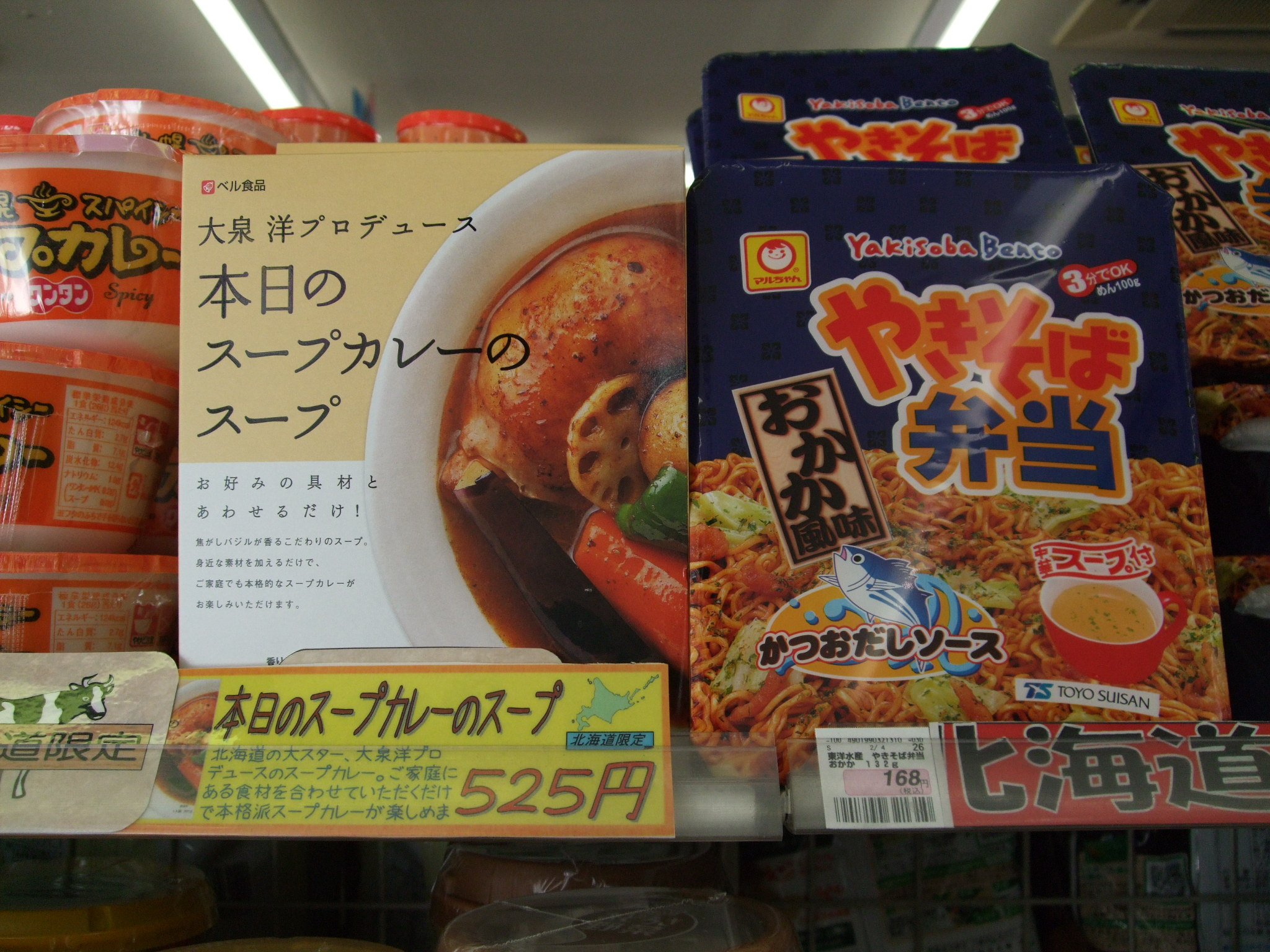
プロデュースした、
「本日のスープカレーのスープ」のパッケージ（左）

好きな食べ物はスープカレーである。ベル食品の「本日のスープカレーのスープ」をプロデュースしており、本人は「スープカレーを全国に広めたのは自分の可能性が高い」と話している。嫌いな食べ物はカボチャ、ペンネ、脂の多い肉類、奈良漬け。甲殻類や白身魚のアレルギーがあり、痔持ちである。
趣味は料理。『水曜どうでしょう』では、「シェフ大泉」として料理を振る舞うことがあったが調理に時間がかかり、味についても多くが他の出演者やディレクターから不評を受けた。また、大泉が作った半生状態のエビチリを食べた安田顕をエビアレルギーにさせている。
トレードマークである髪は天然パーマで、メイク時間は90分かかるという。
遅筆であり、『ドラバラ鈴井の巣』の「さよなら朝日荘」では脚本が遅れたため、父親に謝罪文を書いてもらったこともある。
2010年のバンクーバーオリンピックのノーマルヒル予選では、札幌テレビ放送の『1×8いこうよ!』のロケとして顔を白く塗り、現地で選手を応援した。この様子が、アメリカのYahoo!ニュースで「スキーノーマルヒル予選を観戦する札幌から来た大泉洋さん」として掲載・配信され、NHKの生中継でも話題となった。
歌が上手い。ウルフルズのトータス松本も、カラオケに行った時に「あまりに歌が上手くて、ビックリした」と話しており、大泉がCMでウルフルズの「笑えれば」をカバーした時は「100点と言いたいところですが、悔しいので85点で!」と採点しながらも「本当に上手いですよ、ピッチも合ってますし」と評価した。2021年の紅白歌合戦では、同じく北海道出身の細川たかしとのデュエットにより、カラオケの十八番と話す「北酒場」を熱唱した。
雨男であり、『清須会議』や『探偵はBARにいる』の撮影中は大泉が現場入りすると雨が降り出し、雨がやむまで待たなければいけないということで共演者達は迷惑だったという。
ただし、雨男にも波があるようで『恋は雨上がりのように』では、雨が降らなければいけないシーンで全く降らず、監督からは「見掛け倒し」と言われた。
小学生の頃、同級生から面長なことから「バナナ」とあだ名をつけられそうになったが、嫌だったので無視して回避した。
時折、全国ネットのバラエティ番組等で「なまらムカつくべや」など、北海道弁を使う事がある。
上京時に最初に住んだのは東銀座で、目の前にインターがあったことを公表している。羽田空港の近くにしか住みたくなかったからという。

### 家族・親戚・交友関係

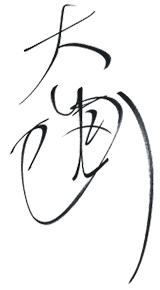
大泉のサイン

父の恒彦は小樽市出身。北海道高等盲学校や北海道七飯養護学校などの校長を歴任した元教員で、2012年に瑞宝双光章を受章。定年後は医療・福祉関係の大学や専門学校の教壇に立ち、後進の育成に尽力した。父方の祖母は、小樽市の質屋で多額納税者であった平野鹿造の娘。
母の正子は愛媛県出身で、曽祖父（正子の祖父）の清水肇はかつて伊予鉄道松山市駅（当時は松山駅）の駅長を務めた人物だったが、祖父（正子の父）の泰（ゆたか）が戦後に職を失ったことから正子ら家族を伴い北海道上川郡愛別町に移住、正子は旭川東高校から北海道学芸大学（現・北海道教育大学）を卒業し、小学校の教員を務めた後、母（洋の祖母）シズコがハワイ出身であったつてを頼りハワイ・マウイ島への留学を経て中学校の英語教員を務めた。教え子には蛯名正義（JRA元騎手、現・調教師）がいる。
テレビカメラの前では「親父」という言葉を使うが、プライベートでは両親のことを今でも「パパ」「ママ」と呼んでいる。中学校時代に1度、直そうとしたが無理だったという。「独り暮らしは楽しいかもしれないが、いられるうちは両親と一緒がいい」と札幌にいた30歳までは実家で暮らしていた。現在は妻子と共に東京に暮らしている。
7歳上の兄・潤は北海道札幌北高等学校、早稲田大学法学部を卒業後、函館市役所に入庁。2019年5月より市保健福祉部長を務めていたが、2022年7月に辞職し、2023年4月実施の函館市長選挙への出馬を表明した。2023年4月23日に投開票が行われた結果、当時現職であった工藤壽樹を破り初当選。4月27日付けで函館市長に就任した。
自他ともに認める大のお爺ちゃん子で自分の番組で度々、祖父・恒三の話題を出すなど強く慕っていた。祖父は1999年1月18日に亡くなり、その日は『水曜どうでしょう』「四国八十八ヵ所」のロケ初日だった。
DVDに収録されたコメンタリーによると、1月18日午前、大泉は四国に向かう前の空港で家に電話したが誰も出ず、この時点で嫌な予感が当たり、ロケ中に母親から祖父が亡くなったとの連絡を受けた（厳密には携帯に入っていた留守電を聞いた）大泉は携帯を握り締めながら崩れ落ちた。電話において母親から仕事を優先するよう言われ、大泉自身もロケの続行を希望したが、一家の家族仲を知る同行ディレクターの藤村忠寿と嬉野雅道は即座に北海道に戻ることを決断。
番組でも珍しいロケの中断となり、葬儀の終了後に再収録された。帰札の判断を下した藤村は「（大泉が）ロケを続けられる精神状態じゃなかった」と振り返り、大泉も自分のために必死で夕方からでも空いている飛行機を探してくれたディレクター二人に感謝する一方で、後に発売されたどうでしょう本で「死に際に一緒にいてやれなかったのが悔しかった。」と当時の気持ちを綴っている。祖父の死去後に『ドラバラ鈴井の巣』で脚本を担当した半自伝的ドラマ『山田家の人々』では、大泉自身が祖父を模した山田春三を演じた。
自動車販売をしている「みっちゃん」という従兄弟がおり『水曜どうでしょう』等で物真似をしている。大泉が新車を買って3年すると必ず電話が来て「あの車はもう走らんぞ。そろそろ新しいのを買ったほうがいいぞ」と言われて買わされるため、大泉の妻からは詐欺師だと思われているという。
先祖は仙台藩白石の片倉家の家臣で、戊辰戦争に敗北後、北海道に開拓民として入植した。移住時に咸臨丸に乗船し、函館沖で座礁沈没し九死に一生を得る。現在の札幌市白石区に入植する。
草間彌生は妻の遠縁である。
TBSアナウンサーの安住紳一郎とは、浪人時代に通っていた代々木ゼミナール札幌校の同級生であり『ぴったんこカン・カン』 などで共演している。
業務提携先のアミューズの先輩であり『龍馬伝』、『ラストマン-全盲の捜査官-』等で共演した福山雅治とは仲が良く、互いに物真似をする。
福山は「バラエティスキルの異常な高さや人を楽しませる根本の才能に加え、学生時代からの俳優としての地肩もある」ということから、大泉を「エンタメ二刀流」「日本人俳優史上最先端のハイブリッド」「まさに時代が求める男」と評価している。
演劇を始めたばかりの大学1年生の時に、三谷幸喜が主宰する劇団東京サンシャインボーイズの『ショー・マスト・ゴー・オン』をテレビで観たことで、演劇の面白さを知ったことから、三谷は憧れの人物である。
三谷の脚本・監督作品に多数出演する常連俳優である。大泉は「初めて会った時から、三谷さんは僕の取扱説明書を熟読しているかのよう」と話し、三谷は大泉を「彼が十年早く、もしくは僕が十年遅く生まれていれば、一緒に劇団を作っていたような気がして仕方ない」と語っており、『三谷幸喜のありふれた生活』では敬称を付ける他の俳優とは異なり、東京サンシャインボーイズの団員と同様、大泉が呼び捨てで書かれていることから、信頼しあってることがわかる。
SixTONESの松村北斗は大泉のファンであると公言しており、司会を務めた2020年の『第71回NHK紅白歌合戦』では、SixTONESの歌唱後に「SixTONESの皆さん、ありがとうございました。松村君も良かったぞ」と話し、話題になった。
ピアニストの松本圭司とは、中学生時代の同級生であり、生誕50周年記念！！大泉洋リサイタルなどで共演している。

### 物真似
特技は物真似である。TEAM NACSのメンバーを初めとして自らの親戚や友人、著名人、番組やドラマの共演者・関係者などレパートリーの範囲は幅広く、60人以上いる。物真似の傾向としては、その人物の特徴的な口調を真似ることが多い。物真似を生かして『水曜どうでしょう』などテレビ・ラジオ番組でのトークの端々に物真似を織り交ぜる。2005年の『笑っていいとも!』のテレフォンショッキングのゲスト出演時には田中眞紀子と松平健を披露している。また、人から物真似を伝授されることもある。
物真似の代表例（五十音順）
- 麻生太郎[107]
- 渥美清（寅さん）[108]
- 永六輔[107]
- 北島三郎[109]
- 北村一輝[110]
- 木村洋二[111]
- 久米明[107]
- 黒柳徹子[107]
- 下條アトム（エディ・マーフィの吹き替え）[110]
- マイケル・ジャクソン（主にマン・イン・ザ・ミラーの歌唱物真似する場合が多い）[107]
- 笑福亭仁鶴[107]
- 鈴木宗男[107]
- 銭形警部[107]
- 田中邦衛[107]
- 田中眞紀子[107]
- 土井善晴[107]
- ドン川上[110]
- 中尾彬[107]
- 西川きよし[112]
- 萩本欽一[113]
- 畑正憲（ムツゴロウさん）[107]
- 林亮一[注釈 9][114]
- 板東英二[115]
- 福山雅治[116]
- 松方弘樹[107]
- 松平健[107]
- 松山千春[117]
- みっちゃん[注釈 10][107][118]
- 山下真司[107]
- ペ・ヨンジュン[107]
- 和田アキ子[107]
- 綿引勝彦[110]
- 渡哲也[119]
- 渡辺篤史[107]

## 受賞歴
- 2005年
  - 第44回ザテレビジョンドラマアカデミー賞 新人俳優賞（『救命病棟24時 第3シリーズ』）[120]
- 2007年
  - 第55回ザテレビジョンドラマアカデミー賞 助演男優賞（『暴れん坊ママ』）[121]
- 2008年
  - 第9回ベストフォーマリスト賞[5]
- 2012年
  - 第35回日本アカデミー賞 優秀主演男優賞（『探偵はBARにいる』）[122]
- 2013年
  - 第18回日本インターネット映画大賞 日本映画主演男優賞（『清須会議』、『探偵はBARにいる2 ススキノ大交差点』）
- 2014年
  - 第6回TAMA映画賞 最優秀男優賞（『青天の霹靂』、『清須会議』）
- 2015年
  - 第39回日本アカデミー賞 優秀主演男優賞（『駆込み女と駆出し男』）[123]
  - 第58回ブルーリボン賞 主演男優賞（『駆込み女と駆出し男』）[124]
- 2017年
  - 第41回日本アカデミー賞 優秀主演男優賞（『探偵はBARにいる3』）
- 2018年
  - 第23回日本インターネット映画大賞 日本映画主演男優賞（『恋は雨上がりのように』、『焼肉ドラゴン』、『パパはわるものチャンピオン』、『こんな夜更けにバナナかよ 愛しき実話』）[125]
  - キタデミー賞 主演男優賞[126]
- 2019年
  - 第32回DVD&動画配信でーた大賞 ベスト・タレント賞
  - 第27回橋田賞（『あにいもうと』）[127]
  - 第17回コンフィデンスアワード・ドラマ賞 主演男優賞（『ノーサイド・ゲーム』）[128]
- 2022年
  - GQ MEN OF THE YEAR 2022 メン・オブ・ザ・イヤー・ベスト・アクター賞[129]
- 2023年
  - 第46回日本アカデミー賞 優秀主演男優賞（『月の満ち欠け』）[130]
  - 第116回ザテレビジョンドラマアカデミー賞 助演男優賞（『ラストマン-全盲の捜査官-』）[131]
- 2024年
  - 第47回日本アカデミー賞 優秀助演男優賞（『こんにちは、母さん』）[132]

## 出演

### テレビドラマ
- エリアコードドラマ「TV局物語 今にみてろ」（1995年7月 - 9月、北海道テレビ） - 素人 役
- 四国R-14（2000年11月29日 - 12月20日、北海道テレビ） - 大沼陽 役
- HTBスペシャルドラマ「六月のさくら」（2004年8月28日、テレビ朝日系列全国ネット・北海道テレビ制作） - 荒井達彦 役
- 救命病棟24時（第3シリーズ）（2005年1月11日 - 3月22日、フジテレビ） - 佐倉亮太  役 
  - 救命病棟24時 アナザーストーリー（2005年3月29日、フジテレビ） - 主演・佐倉亮太 役 [133]
- おかしなふたり（2006年1月3日・4日、フジテレビ） - 主演・ 桜木直 役
  - おかしなふたり 特別版（2006年6月、フジテレビ721） - 主演・桜木直 役
- 小早川伸木の恋（2006年1月12日 - 3月23日、フジテレビ） - 沼津壮太 役
- イッセー尾形の「たった二人の人生ドラマ」 Episode1「妻よ」（2006年8月13日、NHK総合・NHK福岡放送局制作）
- HTBスペシャルドラマ「大麦畑でつかまえて」（2006年9月2日、テレビ朝日他・北海道テレビ制作） - 主演・矢木沢浩一 役
- 東京タワー 〜オカンとボクと、時々、オトン〜（2006年11月18日、フジテレビ） - 主演・中川雅也 役（田中裕子とのダブル主演）
- 明智光秀〜神に愛されなかった男〜（2007年1月3日、フジテレビ） - 明智秀満 役
- ハケンの品格（2007）（2007年1月10日 - 3月14日、日本テレビ） - 東海林武 役
  - ハケンの品格（2020）（2020年6月17日 - 8月5日、日本テレビ） - 東海林武 役（特別出演）[134]
- 暴れん坊ママ（2007年10月16日 - 12月18日、フジテレビ） - 川野哲 役
- ロス:タイム:ライフ 第9話・ひきこもり編（2008年4月5日、フジテレビ） - 主演・三浦謙太郎 役
- おせん 第4話（2008年5月13日、日本テレビ） - 台場建二 役（ゲスト出演）
- あの日、僕らの命はトイレットペーパーよりも軽かった〜カウラ捕虜収容所からの大脱走〜（2008年7月8日、日本テレビ） - 嘉納二郎 役
- HTB開局40周年記念作品「歓喜の歌」（2008年9月7日、テレビ朝日系列全国ネット・北海道テレビ制作） - 主演・佐野亮介 役
- the波乗りレストラン（2008年11月1日 - 9日、日本テレビ） - 主演・マスター役
- 赤鼻のセンセイ（2009年7月8日 - 9月9日、日本テレビ） - 主演・石原参太朗 役 ※連続ドラマ初主演
- 働くゴン!（2009年9月23日、日本テレビ） - 医者 役
- HTBスペシャルドラマ「ミエルヒ」（2009年12月19日、北海道テレビ） - 宮司 役（友情出演）
- 大河ドラマ（NHK総合）
  - 龍馬伝（2010年1月3日 - 11月28日） - 近藤長次郎 役
  - 真田丸（2016年1月10日 - 12月24日） - 真田信之 役
  - 鎌倉殿の13人（2022年1月9日 - 7月3日） - 源頼朝 役 [135]
- フジテレビ開局50周年企画「わが家の歴史」（2010年4月9日 - 11日、フジテレビ） - つるちゃん 役
- 黄金の豚-会計検査庁 特別調査課-（2010年10月20日 - 12月15日、日本テレビ） - 角松一郎 役
- 99年の愛〜JAPANESE AMERICANS〜（2010年11月3日 - 7日、TBS） - 山岸登  役
- 宇宙犬作戦 最終話（2010年12月24日、テレビ東京） - タブセ 役（episode 19の中編・後編ゲスト）
- ラッキーセブン（2012年1月16日 - 3月19日、フジテレビ） - 旭淳平 役
  - ラッキーセブン スペシャル（2013年1月3日、フジテレビ） - 旭淳平 役
- 北海道放送開局60周年記念連続ドラマ「スープカレー」（2012年4月13日 - 6月29日（北海道放送）・2012年4月16日 - 6月25日（TBS）、北海道放送・TBS） - 主演・五十嵐精二 役（TEAM NACSの他のメンバーと共に主演）[136]
- ドラマW「プラチナタウン」（2012年8月19日 - 9月16日、WOWOW） - 主演・山崎鉄郎 役
- 親父がくれた秘密〜下荒井5兄弟の帰郷〜（2012年9月12日、テレビ東京） - 原作[注釈 11]・瀬戸内源公 役（特別出演）[137]
- シェアハウスの恋人（2013年1月16日 - 3月13日、日本テレビ） - 川木辰平 役
- バッケンレコードを超えて（2013年1月27日、北海道文化放送） - 梁川司 役（友情出演）
- ドラマW「地の塩」（2014年2月16日、WOWOW） - 主演・神村賢作 役
- 「the TEAM NACS perfect show」〜なんでこんな時に〜（2014年6月28日、フジテレビNEXT） - 立花・天パ・掃除のおじさん 役
- 日曜劇場「おやじの背中」第8話「駄菓子」（2014年8月31日、TBS） - 主演・春部真 役
- ZIP!「新垣結衣×大泉洋による夫婦のショートストーリー」（2014年10月27日 - 11月7日、日本テレビ） - ユウタロウ 役[138][注釈 12]
- 連続テレビ小説（NHK総合）
  - まれ（2015年3月30日 - 9月26日） - 津村徹 役
  - なつぞら 最終週（2019年9月25日） - 松武博 役 [139][140]
- 不便な便利屋 第2話・第7話（2015年4月18日・5月23日、テレビ東京） - 喫茶店・店員 役
  - 不便な便利屋 2016 初雪（2016年12月30日、テレビ東京） - 喫茶店・店員 役
- LEADERS リーダーズ II（2017年3月26日、TBS） - 菊間武二郎 役（特別出演）
- ドラマミステリーズ 〜カリスマ書店員が選ぶ珠玉の一冊〜「妻の女」（2017年4月22日、フジテレビ） - 主演・広中肇 役 [141][142]
- 黒井戸殺し（2018年4月14日、フジテレビ） - 柴平祐 役
- あにいもうと（2018年6月25日、TBS） - 主演・赤座伊之助役
- チャンネルはそのまま!（2019年3月18日 - 3月22日、北海道テレビ） ‐ 蒲原正義 役
- 日曜劇場「ノーサイド・ゲーム」（2019年7月7日 - 9月15日、TBS） - 主演・君嶋隼人 役
  - ノーサイド・ゲーム 特別編（2020年4月26日 - 5月24日、TBS） - 主演・君嶋隼人、ナレーション 役 [143]
- 2020年 五月の恋（2020年6月2日 - 5日、WOWOW） - 主演・モトオ 役（吉田羊とのダブル主演）[144]
- がんばれ!TEAM NACS（2021年3月7日 - 3月14日（先行放送）・2021年6月20日 - 8月15日（本放送）、WOWOW） - 主演・大泉洋 役（本人役） 他（TEAM NACSの他のメンバーと共に主演）[145][146]
- 元彼の遺言状（2022年4月11日 - 6月20日、フジテレビ） - 篠田敬太郎 / 田中守 役[147][148]
- 日曜劇場「ラストマン-全盲の捜査官-」（2023年4月23日 - 6月25日、TBS） - 護道心太朗 役[149][150]
- 終りに見た街（2024年9月21日、テレビ朝日） - 主演・田宮太一 役 [151][152]
- ちょっとだけエスパー（2025年10月〈予定〉 - 、テレビ朝日） - 主演・文太 役[153]

### 配信ドラマ
- 2020年 五月の恋（2020年5月28日 - 31日、YouTubeWOWOWオフィシャルチャンネル/WOWOWメンバーズオンデマンド） - 主演・モトオ 役（吉田羊とのダブル主演）[154]
- 新解釈・三國志－異聞－（2020年12月12日 - 26日、Hulu） - 主演・劉備玄徳 役 [155]

### 映画
- ガメラ2 レギオン襲来（1996年7月13日公開、監督：金子修介、東宝） - 地下鉄乗客 役(ノンクレジット)[注釈 13]
- man-hole（2001年3月3日公開、監督：鈴井貴之、man-holeフィルム） - 寒河江純 役
- 今昔伝奇 花神 Flowers（2001年7月6日公開、監督：望月六郎、R-18指定作品、グルーヴコーポレーション） - 金掘り 役
- パコダテ人（2002年4月27日公開、監督：前田哲、アートポート・アースライ） - 古田はるお 役
- river（2003年11月29日公開、監督:鈴井貴之、CREATIVE OFFICE CUE） - 主演・佐々木耕一 役
- 銀のエンゼル（2004年12月18日公開、監督：鈴井貴之、メディア・スーツ・プログレッシブピクチャーズ） - 六木晴男（通称:ロッキー[156]） 役
- シムソンズ（2006年2月18日公開、監督：佐藤祐市、ドリームステージピクチャーズ・アットムービー・ジャパン・エスパース・サロウ） - 大宮平太 役
- 釣りバカ日誌17 あとは能登なれハマとなれ!（2006年8月5日公開、監督：朝原雄三、松竹） - 村井徹 役
- UDON（2006年8月26日公開、監督：本広克行、東宝） - うどん屋の客 役
- シュガー&スパイス 風味絶佳（2006年9月16日公開、監督：中江功、東宝） - ガソリンスタンド所長 役
- ゲゲゲの鬼太郎（2007年4月28日公開、監督：本木克英、松竹） - ねずみ男 役
- アフタースクール（2008年5月24日公開、監督：内田けんじ、クロックワークス） - 主演・神野良太郎 役
- ゲゲゲの鬼太郎 千年呪い歌（2008年7月12日公開、監督：本木克英、松竹） - ねずみ男 役
- TEAM NACS FILMS「N43°」（2009年2月21日公開、監督:TEAM NACS、CREATIVE OFFICE CUE・アミューズ）
  - 「頑張れ！鹿子ブルブルズ!」 - 大泉洋 役（監督・脚本も担当）
  - 「AFTER」 - カリー軒三代目店主・福屋憲常 役
- 銀色の雨（2009年10月31日、監督：鈴井貴之、エスピーオー・マジックアワー） - スナック「愛」客 役（特別出演）
- 半分の月がのぼる空（2010年4月3日公開、監督：深川栄洋、IMJエンタテインメント） - 夏目先生 役
- 宇宙で1番ワガママな星（2010年8月1日公開、監督：伊東寛晃、よしもとクリエイティブ・エージェンシー）
- もし高校野球の女子マネージャーがドラッカーの『マネジメント』を読んだら（2011年6月4日公開、監督：田中誠、東宝） - 加地誠 役
- 探偵はBARにいる（2011年9月10日公開、監督：橋本一、東映） - 主演・探偵 役（第35回日本アカデミー賞 優秀主演男優賞 受賞作）[157]
  - 探偵はBARにいる2 ススキノ大交差点（2013年5月11日公開、監督：橋本一、東映） - 主演・探偵 役 [158]
  - 探偵はBARにいる3（2017年12月1日公開、監督：吉田照幸、東映） - 主演・探偵 役 [159]
- ステキな金縛り（2011年10月29日公開、監督：三谷幸喜、東宝） - 羽柴大輔（「勝訴」の旗を持つ男) 役 [注釈 14]
- しあわせのパン（2012年1月28日（1月21日北海道先行）公開、監督：三島有紀子、アスミック・エース） - 主演・水縞尚 役（原田知世とのダブル主演）[160]
- グッモーエビアン!（2012年12月15日公開、監督：山本透、ショウゲート） - 主演・ヤグ 役（麻生久美子とのダブル主演）[161]
- 清須会議（2013年11月9日公開、監督：三谷幸喜、東宝） - 羽柴秀吉 役（第6回TAMA映画賞 最優秀男優賞 受賞作）[162]
- 青天の霹靂（2014年5月24日公開、監督：劇団ひとり、東宝） - 主演・轟晴夫 役（第6回TAMA映画賞 最優秀男優賞 受賞作）[163]
- ぶどうのなみだ（2014年10月11日公開、監督：三島有紀子、アスミック・エース） - 主演・アオ 役 [164]
- トワイライト ささらさや（2014年11月8日公開、監督：深川栄洋、ワーナー・ブラザース映画） - ユウタロウ 役 [165]
- 駆込み女と駆出し男（2015年5月16日公開、監督：原田眞人、松竹） - 主演・中村信次郎 役 [166]
- アイアムアヒーロー（2016年4月23日公開、監督：佐藤信介、東宝） - 主演・鈴木英雄 役 [167]
- 金メダル男（2016年10月22日公開、監督：内村光良、ショウゲート） - 川原先生 役[168]
- 東京喰種トーキョーグール（2017年7月29日公開、監督：萩原健太郎、松竹） - 真戸呉緒 役[169]
- 鋼の錬金術師（2017年12月1日公開、監督：曽利文彦、ワーナー・ブラザース映画） - ショウ・タッカー　役 （特別出演）[170]
- 恋は雨上がりのように（2018年5月25日公開、監督：永井聡、東宝） - 主演・近藤正己 役（小松菜奈とのダブル主演）[171]
- 焼肉ドラゴン（2018年6月22日公開、監督：鄭義信、KADOKAWA） - 哲男 役  [172]
- パパはわるものチャンピオン（2018年9月21日公開、監督：藤村享平、ショウゲート） - 編集長 役（特別出演）[173]
- こんな夜更けにバナナかよ 愛しき実話（2018年12月28日公開、監督：前田哲、松竹） - 主演・鹿野靖明 役 [174]
- そらのレストラン（2019年1月25日公開、監督：深川栄洋、東京テアトル） - 主演・設楽亘理 役 [175]
- グッドバイ〜嘘からはじまる人生喜劇〜（2020年2月14日公開、監督：成島出、キノフィルムズ） - 主演・田島周二 役
- ママをやめてもいいですか!?（2020年2月29日公開、監督：豪田トモ、インディゴ・フィルムズ） - ナレーション[176]
- フード・ラック!食運（2020年11月20日公開、監督：寺門ジモン、松竹） - 尾崎実 役（特別出演）[177]
- 新解釈・三國志（2020年12月11日公開、監督：福田雄一、東宝） - 主演・劉備玄徳 役 [178]
- 騙し絵の牙（2021年3月26日公開[注釈 15]、監督：吉田大八、松竹） - 主演・速水輝 役 [182]
- 劇場版 がんばれ!TEAM NACS（2021年9月3日公開、監督：堀切園健太郎、WOWOW） - 主演・大泉洋（本人） 役 他 （TEAM NACSの他のメンバーと共に主演）[183]
- 浅草キッド（2021年12月9日公開、監督：劇団ひとり、Netflix） - 主演・深見千三郎 役（柳楽優弥とのダブル主演）[184]
- 月の満ち欠け（2022年12月2日公開、監督：廣木隆一、松竹） - 主演・小山内堅 役 [185]
- こんにちは、母さん（2023年9月1日公開、監督：山田洋次、松竹） - 神崎昭夫 役 [186]
- ディア・ファミリー（2024年6月14日公開、監督：月川翔、東宝） - 主演・坪井宣政 役 [187]
- 室町無頼（2025年1月17日公開、監督：入江悠、東映） - 主演・蓮田兵衛 役 [188]
- かくかくしかじか（2025年5月16日公開、監督：関和亮、ワーナー・ブラザース映画） - 日高健三 役[189]
- 映画ラストマン -FIRST LOVE-（2025年12月公開予定、監督：平野俊一、松竹） - 護道心太朗 役[190][191]

### 舞台
- 劇団イナダ組 第10回公演「NO FUN」（1995年6月2日 - 4日、ルネッサンス・マリア・テアトロ）[192]
- 劇団イナダ組 第11回公演「サンチョパンサのバカ」（1996年5月16日 - 19日、ルネッサンス・マリア・テアトロ）[193]
- 劇団イナダ組 第12回公演「プラシーボ・デパート」（1996年10月9日 - 13日、ルネッサンス・マリア・テアトロ）[193]
- 劇団イナダ組 第13回公演「ノータリン・タンバリン」（1997年5月3日 - 10日、ルネッサンス・マリア・テアトロ）[194]
- 劇団イナダ組 第14回公演「PRIMITIVEビーム」（1997年10月23日 - 26日、ルネッサンス・マリア・テアトロ）[194]
- 劇団イナダ組 第15回公演「マーブル’98」（1998年2月11日 - 14日、ルネッサンス・マリア・テアトロ）[195][196]
- 劇団イナダ組 第16回公演「改編サンチョパンサのバカ」（1998年7月24日 - 26日、道新ホール）[196]
- 劇団イナダ組 第17回公演「アイドルを探せ」（1998年11月25日 - 12月4日、ルネッサンス・マリア・テアトロ）[196]
- 劇団イナダ組 第18回公演「アルツハイパーJ」（1999年7月8日 - 30日、道新ホール）[197]
- 劇団イナダ組 第19回公演「ホットロード」（1999年12月1日 - 19日、共済ホール）[197]
- 劇団イナダ組 第20回公演「絶叫2000～碧き狼」（2000年5月1日 - 6日、教育文化会館）[198]
- 劇団イナダ組 第22回公演「ドナドナファミリープラン～命の契約書」（2001年6月16日 - 8月12日、道新ホール・富良野演劇工場）[199]
- 劇団イナダ組 第23回公演「亀屋ミュージック劇場（ほおる）」（2002年2月9日 - 17日、道新ホール）[200]
- 劇団イナダ組 第24回公演「このくらいのLANGIT」（2002年9月3日 - 10月27日、やまびこ座・函館市芸術ホール・富良野演劇工場・道新ホール）[201]
- 劇団イナダ組 第26回公演「ライナス」（2003年7月26日 - 8月3日、道新ホール）[202]
- 水曜天幕團旗揚げ公演2003「蟹頭十郎太」（2003年10月10日 - 19日、北海道テレビ放送新館駐車場内 特設テント会場、嬉野雅道作・藤村忠寿演出） - 主演・蟹頭小十郎（鷲頭十郎太） / 講談師 役 [203]
- 劇団イナダ組 第29回公演「カメヤ演芸場物語」（2004年11月18日 - 23日、道新ホール）[204]
- ベッジ・パードン bedge pardon（2011年6月6日 - 7月31日、世田谷パブリックシアター、三谷幸喜作・演出） - 畑中惣太郎 役 ※初の客演[205]
- 大泉ワンマンショー（2011年9月29日 - 11月9日、サンシャイン劇場・道新ホール・サンケイホールブリーゼ他） - 作・演出も担当
- ドレッサー（2013年6月28日 - 7月28日、世田谷パブリックシアター、三谷幸喜作・演出） - ノーマン  役[206]
- 子供の事情（2017年7月8日 - 8月6日、新国立劇場 中劇場、三谷幸喜作・演出） - ジョー 役
- ART（英語版）（2020年3月20日 - 27日[注釈 16]、彩の国さいたま芸術劇場・サンケイホールブリーゼ、ヤスミナ・レザ作・岩切正一郎翻訳・小川絵梨子演出） - イヴァン  役[208]
- 大地（Social Distancing Version）（2020年7月1日 - 8月23日、PARCO劇場・サンケイホールブリーゼ、三谷幸喜作・演出） - 主演・チャペック 役 [209][210]
- シス・カンパニー公演「昭和から騒ぎ」（2025年5月25日 - 7月10日、世田谷パブリックシアター 他、三谷幸喜演出）[211][212]

### テレビ番組
太字は、放送中。

#### バラエティ番組
- モザイクな夜V3（1995年10月5日 - 1996年9月30日、北海道テレビ）
  - 芸能界デビュー番組。2代目元気くん、「大泉元気」 役として出演。
- 水曜どうでしょう（1996年10月9日 - 2002年9月4日（レギュラー放送）、北海道テレビ）
  - 全国デビューのきっかけの一つとなった番組。DVD/BD発売。レギュラー放送終了後も不定期で新作を放送している。
  - どうでしょうリターンズ（1999年1月5日 - 2004年5月5日、北海道テレビ） - 再放送用に編集されたもの。
  - 水曜どうでしょうClassic（2004年7月14日 - 2022年3月22日、北海道テレビ） - 再々放送用に編集されたもの。日本各地域でも放送。2016年6月にNetflixで配信開始。
  - 水曜どうでしょうプレミア（2022年3月30日 - 放送中、北海道テレビ） - 再々々放送用に編集されたもの。Classicの放送が終わり次第順次日本各地でも放送。
- 鈴井の巣（1999年4月9日 - 2001年4月20日、北海道テレビ）
  - 降板救済企画においてPUFFYにインタビューし、パパパパパフィー出演のきっかけとなった番組。
- パパパパパフィー（1997年10月1日 - 2002年3月31日、テレビ朝日）
  - 初の全国、準レギュラーデビュー番組。
  - パパパパパフィー特番（2006年6月24日、テレビ朝日）
    - 準レギュラーとして特番に出演。
- 1×8いこうよ!（2000年1月9日 - 放送中、札幌テレビ）
  - 全国デビューのきっかけの一つとなった番組。日本各地域で放送。2015年8月にhuluで配信開始。DVD発売。
- いばらのもり（2000年4月5日 - 2002年12月20日、北海道テレビ） - noちゃん （声・スーツアクター） 役
  - 初となる企画・編集を手がけ、ディレクターとして、番組を制作。レギュラー出演もする。DVD発売。
  - いばらのもりリターンズ（2010年4月5日 - 8月23日、北海道テレビ） - リメイク版。
- 鈴井の巣 presents n×u×k×i（2001年4月27日 - 2001年12月24日、北海道テレビ）
- ドラバラ鈴井の巣（2002年2月1日 - 2004年12月23日、北海道テレビ）
  - 初となる企画・脚本を手がけ、ドラマを制作。主演として出演もする。
- ハナタレナックス（2003年1月31日 - 放送中、北海道テレビ）
  - TEAM NACS初の冠テレビ番組。DVD/BD発売。
- おにぎりあたためますか（2003年3月26日 - 放送中、北海道テレビ）
  - TEAM NACSのメンバーの戸次重幸と、高橋春花または室岡里美（共にHTBアナウンサー）または佐藤麻美（元HTBアナウンサー→元HTB編成局員ー→フリーアナウンサー[注釈 17]）らと旅するグルメ番組。2007年5月テレ朝チャンネルで放送開始。DVD/BD発売。
- FOMA Presents 9!（2004年 - 2005年、北海道テレビ）[213]
- はなまるマーケット（2005年5月17日、TBS）- はなまるカフェゲスト
- ぴったんこカン・カン（2005年 - 2021年9月24日、TBS）
  - ロケ企画に不定期出演。2021年の最終回時点で、男性ゲストの中では出演回数2位で、1位の香川照之と最多出演を争っていた[214]。
- 世界バラエティ選手権（2006年11月13日 - 19日、フジテレビ） 
  - ナビゲーター（キーワード発表）を担当した。
- 直CUE!勝負 目指せ!北海道完全征服!?（2008年9月 - 不定期、チャンネルNECO）
  - 鈴井貴之らCREATIVE OFFICE CUE所属タレントと旅をする番組。
- ネプリーグ（2007年3月5日・2022年4月11日、フジテレビ。）
- 大泉サンドの年2会（2025年5月4日 - 放送中（年2回）、TBSテレビ）[215]

#### 音楽番組
- SONGS（2018年5月12日 - 放送中、NHK総合）
  - 番組の顔として出演[43]。ナレーションはTEAM NACSのメンバーの戸次重幸が担当。
  - 2023年11月2日の生放送スペシャルでは大泉自身がゲスト歌手として、桑子真帆アナウンサーがMCとして出演した。

#### 情報番組
- テレポート2000（2000年12月 - 2001年12月、北海道放送）[216][217]
  - 「テレポート洋」のコーナーに不定期で出演。鈴木宗男や、田中眞紀子らへのインタビューを行った。

#### ドキュメンタリー番組
- 旭山動物園日記シリーズ（制作：北海道テレビ） - ナレーション
  - 関根勤&麻里親子の旭山動物園日記〜マイナス20度の冬を越す動物と飼育員たち〜（2007年1月14日、北海道テレビ制作、テレビ朝日系列全国ネット）
  - 関根勤&麻里親子の旭山動物園日記（2008年2月2日、北海道テレビ） - 上記のリメイク版。北海道内のみ放送。
  - よゐこ&スザンヌの旭山動物園日記2010（2010年1月17日、北海道テレビ制作、テレビ朝日系列全国ネット）
  - よゐこ&鈴木福くんの旭山動物園日記2012（2012年2月26日、北海道テレビ制作、テレビ朝日系列全国ネット）
- SWITCHインタビュー 達人達（2015年5月2日、NHK Eテレ） - ゲームクリエーター日野晃博と対談[218]
- 新幹線通ったら人生変わった〜大泉洋が応援!大逆転にかける北海道の人々〜（2016年2月21日、北海道放送制作、TBS系列12局ネット）[219]
- NHKスペシャル「命をつなぐ生きものたち」（2022年8月21日 - 9月4日、NHK総合） - ナビゲーター（小池栄子と）[220]
- ファミリーヒストリー「大泉洋 ～北の大地に希望を託して～」（2024年12月29日、NHK総合）[81]
- アナザースカイ（2025年1月11日、日本テレビ）- 訪問地：オーストラリア・ゴールドコースト[221]

#### 特別番組
- 大泉洋プレゼンツ 地タレ?大集合ふるさと大好き宣言!（2005年10月15日、札幌テレビ制作、日本テレビ系列北海道・東北6県ブロックネット） - 司会
- 小林賢太郎テレビ 第5回・第8回・第10回（2013年5月26日・2016年6月26日・2019年1月19日、NHK BSプレミアム） - ゲスト出演
- NHK紅白歌合戦（NHK総合・ラジオ第1）
  - 第66回（2015年12月31日） - ゲスト審査員[222]
  - 第71回（2020年12月31日） - 白組司会[45]
  - 第72回（2021年12月31日） - 司会[注釈 6][223]
  - 第73回（2022年12月31日） - 司会[224]
  - 第74回（2023年12月31日） - 白組歌手[225]
- 大泉洋の驚きジャパン～知らなかった!!世界が変わる大研究!スペシャル（2017年8月25日、札幌テレビ制作、日本テレビ系列全国ネット）[226]
  - 大泉洋の驚きジャパン2～未来が見える!未来が変わる!大研究スペシャル（2018年8月11日、札幌テレビ制作、日本テレビ系列全国ネット）[227]
- 北海道ライブ!大泉洋が贈る応援ソングばかりのスーパーステージ （2018年1月8日、NHK総合） - 司会[228]
- みんなで道フェス!2019～どさんこの夢 応援するべさ～（2019年2月23日、NHK札幌放送局・北海道放送・札幌テレビ放送・北海道テレビ放送・北海道文化放送・テレビ北海道） - フェス長[229]
- 大泉物産展への道 発掘!究極の北海道食材（2020年2月22日、札幌テレビ制作、日本テレビ系列全国ネット）[230]
- リクエストラベル（2023年9月22日、NHK北海道）[231]

### ウェブ番組
- 福山雅治の口福キッチン（2021年6月12日、PIA LIVE STREAM）[232]
- ザ・マスクド・シンガー（2021年9月3日 - 10月15日、Amazon Prime Video） - MC[233]

### ラジオ番組
- GOLGO（1998年4月 - 2000年3月、エフエム北海道）
- GOLGOLGO（2000年4月 - 2006年12月29日、エフエム北海道）
- 大泉洋のサンサンサンデー（2002年4月 - 2013年12月29日、HBCラジオ）
- NACS GOTTA ME!（2001年1月8日 - 2005年9月24日、エフエム北海道）
- R（2003年4月 - 9月、エフエム北海道）
- 大泉洋のCUE MUSIC JAM-BOREE in ゆうばりスペシャル（2007年6月27日、ニッポン放送系列全国ネット） - パーソナリティ

### 声の出演

#### アニメーション映画
- 千と千尋の神隠し（2001年7月20日公開、監督：宮崎駿、スタジオジブリ） - 番台蛙 役
- 猫の恩返し（2002年7月20日公開、監督：森田宏幸、スタジオジブリ） - 国語教師 役
- 茄子 アンダルシアの夏（2003年7月26日公開、監督：高坂希太郎） - 主人公・ペペ・ベネンヘリ 役
- ハウルの動く城（2004年11月20日公開、監督：宮崎駿、スタジオジブリ） - かかしのカブ、兵士B 役
- 星をかった日（2006年1月3日公開[注釈 18]、監督：宮崎駿、スタジオジブリ） - メーキンソー 役
- ブレイブ ストーリー（2006年7月8日公開、監督：千明孝一） - キ・キーマ 役[234]
- レイトン教授と永遠の歌姫（2009年12月16日公開、監督：橋本昌和） - 主人公・レイトン教授 役[235]
- 豆富小僧（2011年4月29日公開、監督：河原真明） - 死神 役
- 思い出のマーニー（2014年7月19日公開、監督：米林宏昌、スタジオジブリ） - 山下医師 役（北海道特別出演）[236]
- バケモノの子（2015年7月11日公開、監督：細田守、スタジオ地図） - 多々良 役[237]
- 映画ドラえもん のび太の宝島（2018年3月3日公開、監督：今井一暁） - シルバー 役[238]
- 名探偵コナン 100万ドルの五稜星（2024年4月12日公開、監督：永岡智佳） - 川添善久 役[239]

#### 吹き替え
- グリンチ（2018年12月14日日本公開） - 主人公・グリンチ 役[240]
- シング・フォー・ミー、ライル（2023年3月24日日本公開） - 主人公・ライル 役[241]

#### テレビドラマ
- いぬ会社（2008年3月14日、監督・脚本：福田雄一、BSフジ） - 鈴木（チワワ） 役

#### テレビアニメ
- onちゃんアニメいっぱい（1996年、制作・放送：北海道テレビ） - noちゃん 役
- onちゃん夢パワー大冒険!（2003年8月5日、制作・放送：北海道テレビ） - 大泉さん&キャタゴン 役
- チビナックス（2006年4月13日 - 9月28日、制作：CREATIVE OFFICE CUE・電通北海道、放送：札幌テレビ） - オオイズミ 役
  - チビナックス 2.0（2007年4月14日 - 10月13日、制作・放送：上に同じ） - オオイズミ 役
  - チビナックス シーズン3（2008年6月3日 - 11月18日、制作・放送：上に同じ） - オオイズミ 役

#### OVA
- 茄子 スーツケースの渡り鳥（2007年10月24日発売、監督：高坂希太郎） - 主人公・ペペ・ベネンヘリ 役

#### ゲーム
- レイトン教授シリーズ（レベルファイブ制作、ニンテンドーDS / ニンテンドー3DS、Nintendo Switch） - 主人公・レイトン教授 役
  - レイトン教授と不思議な町（2007年2月15日発売）
  - レイトン教授と悪魔の箱（2007年11月29日発売）
  - レイトン教授と最後の時間旅行（2008年11月27日発売）
  - レイトン教授と魔神の笛（2009年11月26日発売）
  - レイトン教授と奇跡の仮面（2011年2月26日発売）
  - レイトン教授VS逆転裁判（2012年11月29日発売） ※カプコンと共同開発
  - レイトン教授と超文明Aの遺産（2013年2月28日発売）[242]
  - レイトン教授と蒸気の新世界（発売日未定）[243]
- 二ノ国（レベルファイブ制作） - ジャイロ 役
  - 二ノ国 漆黒の魔導士（2010年12月9日発売、ニンテンドーDS）[244]
  - 二ノ国 白き聖灰の女王（2011年11月17日発売、PlayStation 3）[245]

#### 人形劇
- 西遊記外伝 モンキーパーマ（2013年10月 - 12月、制作：tvk・テレ玉・チバテレ・群テレ・とちテレ・MTV・KBS京都・サンテレビ・OHK・ひかりTV（モンキーパーマ制作委員会）） - 主人公・孫悟空 役
  - 西遊記外伝 モンキーパーマII（2014年4月 - 6月、制作：モンキーパーマ制作委員会） - 主人公・孫悟空 役
  - 西遊記外伝 モンキーパーマIII（2015年7月 - 9月、制作：モンキーパーマ制作委員会） - 主人公・孫悟空 役

### CM

#### 全国放映
- 任天堂
  - 『伝説のスタフィー2』（2003年、ナレーション）
  - 「Nintendo Switch」（2017年2月 - ）[246][注釈 19]
  - 『1-2-Switch』（2017年2月 - ）[247]
  - 『ドラガリアロスト』（2018年 - 2019年）[248]
- テレビ新潟スポット「手と手とテニィ!」（2003年） - 「茄子 アンダルシアの夏」公開に当たって（新潟県ローカル）。
- FNSチャリティキャンペーン（2006年） - 『ブレイブストーリー』がチャリティキャンペーン協力のため。
- レベルファイブ
  - 『レイトン教授と不思議な町』（2007年） - 主人公・レイトン教授 役
  - 『レイトン教授と悪魔の箱』（2007年） - 主人公・レイトン教授 役
  - 『レイトン教授と最後の時間旅行』（2008年） - 主人公・レイトン教授 役
  - 『レイトン教授と魔神の笛』（2009年） - 主人公・レイトン教授 役
- ホンダ「クロスロード」『クロスファクトリー』（2007年）
- スタジオジブリ「王と鳥」DVD（2007年）[249]
- キリンビバレッジ「FIRE 挽きたて工房」『挽きたての歌』篇（2007年9月 - ）[250]
- JRA（2008年 - 2010年、佐藤浩市・小池徹平・蒼井優らと共演）
  - 2008年- 2010年キャンペーンナビゲーター
  - 「CLUB KEIBA」キャンペーンキャラクター
- 江崎グリコ「ポスカ」『大泉洋ポケット』篇（2008年8月 - ）
- GReeeeN『塩、コショウ』（2009年6月 - ）
- ポッカコーポレーション（現・ポッカサッポロフード&ビバレッジ）「aromax」（2009年9月 - ）
- ニッカウヰスキー・アサヒビール「ブラックニッカ クリアブレンド」（2010年5月 - ）
- ライオン
  - 「PRO TEC」（2011年4月 - ）
  - 「スクラート胃腸薬」
  - （2012年9月 - ）
  - 「二つだけ」篇 （2021年12月1日 - ）
- アサヒ飲料「スパイラルグレープ」（2013年6月 - 、ナレーション）
- GLAY「GLAY Special Live 2013 in HAKODATE GLORIOUS MILLION DOLLAR NIGHT Vol.1」（2013年11月 - 、ナレーション）[251]
- ヤクルト本社
  - 『大泉洋とヤクルトレディのいい毎日には、ヤクルトさんがいる。』（2014年7月 - ）[252]
  - 「みんなのヤクルト」（2016年 - 、伊東四朗らと共演）
  - 「お隣さん」篇 （2022年 - 、伊東四朗らと共演）
  - 「ヤクルト400W」（2022年 - ）
    - 「人生100年時代」篇（2022年5月12日 - ） - ハナミズキをカバー
    - 「秘訣」篇（2022年10月27日 - 、伊東四朗と共演）
- 東芝ライフスタイル「東芝 生活家電イメージキャラクター」（2014年8月 - ）[253]
- 麒麟麦酒「淡麗グリーンラベル」『イインダヨ2015』篇（2015年2月 - ）
- ヤマサ醤油
  - 「ヤマサまる生ぽん酢」（2015年9月 - ）[254]
  - 「ヤマサ 匠鍋 肉鍋つゆ」（2019年10月 - ）[255]
  - 「ぱぱっとちゃんと これ!うま!!つゆ」（2020年4月 - ）[256]
  - 「ヤマサ 鮮度生活 特選 丸大豆しょうゆ」（2022年10月 - 、マツコ・デラックスと共演）[257]
  - 「ヤマサ 万能クッキングたれ Yummy! ガーリック＆ペッパー」タレビーム篇（2024年9月 - )
- トヨタ自動車「プリウス」（2015年12月 - 2017年11月、福山雅治と共演）[258]
  - 「先生と犬 見にいく」篇（2015年12月10日 - ）
  - 「先生と犬 乗ってみる」篇（2015年12月18日 - ）
  - 「先生と犬 月世界」篇（2016年7月15日 - ）
  - 「先生と犬 東京タワー」篇（2016年8月20日 - ）
- アサヒビール「アサヒもぎたて」（2016年）[259]
- リクルート「リクナビNEXT」（2016年 - ）ｰ笑えれば（ウルフルズ）をカバー　[260]
- JR北海道「北海道新幹線」（2016年）[261]
- NHK BSプレミアム『BS押すと、贅沢な時間が始まります。』（2017年）[262]
- 三井住友海上火災保険（2018年3月 - ）[263]
- ダイハツ工業「タント」（2019年6月 - 2022年4月）[264]
- ソニーネットワークコミュニケーションズ「NURO 光」（2019年10月 - 2023年）[265]
- サントリースピリッツ「ティーチャーズ・ハイランドクリーム（英語版）（アードモア蒸溜所）」（2020年3月 - ）[266]
- 東京電力エナジーパートナー（2020年10月 -2021年 、メイプル超合金・3時のヒロインと共演）[267]
- 凸版印刷「すべてを突破する。TOPPA!!!TOPPAN」（2021年4月1日 - 、成田凌と共演）[268]
  - 「立ち上がり」篇（2021年4月1日 - ）[268]
  - 「DX」篇（2021年4月1日 - ）
  - 「フードロス」篇（2021年7月10日 - ）[269]
  - 「デジタル決済」篇（2021年10月7日 - ）[270]
  - 「医療・ヘルスケア」篇（2022年4月25日 - ）[271]
  - 「世界の課題」篇（2022年6月30日 - ）[272]
  - 「メタバース」篇（2022年10月6日 - ）[273]
  - 「文化財保全」篇（2022年12月15日 - ）[274]
  - 「手続き一括」篇（2023年4月1日 - ）[275]
  - 「すべてを突破」篇（2024年8月9日 - ）[276]
  - 「デジタル木材（空間演出）」篇（2025年8月8日 - ）[277]
- アマゾンジャパン「Amazon Prime Video」（2022年12月 - ）[278]
- サントリー「ザ・プレミアム・モルツ」（2023年2月 - 広瀬すずと共演）
  - 「新・週末のごほうび」篇（2023年2月21日 - ）[279]
  - 「年末のごほうび」篇（2023年11月27日 - ）[280]
  - 「いい日、プレモル。大事な後輩」篇（2024年2月24日 - ）[281]
- 日本ハム「美ノ国」（2023年5月17日 - ）[282]
- ダスキン（2024年3月26日 - ）[283]
- P&Gジャパン「アリエールMiRAi」（2024年6月21日 - ）[284]
- ENEOS（川口春奈と共演）[285]
  - 「いかなきゃ給油訴求」篇（2024年8月）
  - 「いかなきゃある日篇　A」、「いかなきゃある日編　B」（2024年8月）
  - 「いかなきゃ洗車」篇（2024年10月）
  - 「いかなきゃオイル交換」篇（2024年11月）
  - 「いかなきゃコーティング」篇（2024年11月 - 12月）
  - 「カーライフ◯年生 燃費」篇 / 「カーライフ◯年生 マイカー」篇 / 「カーライフ◯年生 1800万」篇（2025年8月 - ）[286]
- ポケトーク「POCKETALK（ポケトーク）S2 商売繁盛篇」（2024年10月 - ）[287]
- サントリー THE PEEL〈レモン〉（2025年3月 - ）[288]
- MTG「ReD」（2025年7月 - ）[289]
- 第一興商「LIVE DAM WAO!」（2025年7月 - ）[290]

#### 北海道ローカル
- アステル北海道（PHS）  - 『レッカー』編、『バー』編、『スタジオ』編の3編。
- 昭和産業「お釜にポン」（2004年）
- 林屋製茶
- 北海道イエローハット（イエローハット）[291]
- JR北海道
  - 「学園都市線ダイヤ改正」
  - 「札幌〜函館」（2000年）[292]
  - 「得割きっぷ」
  - 「冬こそJR」
- ホクレン「おまち道産」
- 札幌・函館・室蘭・帯広・釧路・北見・旭川各地方自動車整備振興会（JS車検）
- PRIVY（デパート）
- メガネのプリンス（ムラタ）（1999年 - 2008年、日高晤郎と共演）[291]
- パルティス（パソコン講習）（2000年、安田顕と共演）[291][292][293]
- サッポロビール「サッポロクラシック」（2000年 - 2005年）[291][292]
- リクルート北海道「北海道じゃらん」（2000年 - 2005年）[292]
- 三井グリーンランド（現：北海道グリーンランド）（2000年、鈴井貴之と共演）
- HTB
  - 「HTBショップドットコム通販」
  - 「ユメミルチカラキャンペーン」（2000年、鈴井貴之と共演）[292]
- さっぽろ地下街「現金返却」（2003年）[294]
- 創研学園北海道高等看護予備校（KANYOBI）（2003年）
- カルチュア・コンビニエンス・クラブ「TSUTAYA 100円レンタル」（2004年）[292]
- 札幌銀行（2004年 - 2008年）→北洋銀行（2008年 - ）[292]
  - 「キャッシングカード ARCA」（2004年 - 2015年）
  - 「キャッシングカード スーパーアルカ」（2015年 - ）
- ベル食品「プロデュース・本日のスープカレーのスープ」（2004年 - 2007年）
- 北海道
  - 「北海道選挙管理委員会」
    - 「参議院議員通常選挙」（2004年、鈴井貴之と共演）[292]
    - 「北海道知事選挙」[291]

  - 「国民健康保険加入」（2005年、トレイ・ヒルマンと共演）[292]
- 北海道米販売拡大委員会「北海道米・米チェン」（2005年 - 2006年、高橋はるみと共演）[292]
- サントリー「BOSSトラディッショナル」（2005年、鈴井貴之、他のTEAM NACSメンバーと共演）[292]
- 北海道選挙管理委員会・札幌市選挙管理委員会「第17回統一地方選挙」（2011年）
- ニッカウヰスキー「ブラックニッカハイボール 香る夜」（2018年 - 2019年、ナレーション）[295]

### MV
- monobright「あの透明感と少年」（2008年） - 神野良太郎 役[296]
- One Hokkaido Project「私たちの道」（2019年） - 他のTEAM NACSのメンバー及び鈴井貴之と共に参加[297]。

### DVD
- 100%スープカレー（DVD：EAN 4948722178033）

### コンサート
- DREAMS COME TRUE「DREAMS COME TRUE CONCERT TOUR 2005 DIAMOND15」（2005年4月2日、北海道立総合体育センター） - ゲスト出演[298]
- 桑田佳祐「平成三十年度! 第三回ひとり紅白歌合戦」（2018年11月29日・12月1日 - 2日、パシフィコ横浜）- VTR出演[299]

## 監督・脚本・演出

### 映画
- TEAM NACS FILMS「N43°」「頑張れ!鹿子ブルブルズ!」（2009年2月21日公開、監督:TEAM NACS、CREATIVE OFFICE CUE・アミューズ） - 監督・脚本（兼出演）

### 舞台
- 大泉ワンマンショー（2011年9月29日 - 11月9日、サンシャイン劇場・道新ホール・サンケイホールブリーゼ他） - 作・演出（兼出演）
- 岡村隆史 おひとりさま公演「二人前」（中止[注釈 20]）- 脚本[300][301]

## CD
- 愛の言葉（Same Birthday名義[注釈 21]。坂本サトル「明日の色」収録。リリース：2001年12月20日）[302]
- 本日のスープ（作詞も担当。大泉洋 with STARDUST REVUE名義。北海道限定盤リリース：2004年1月28日（サッポロサウンズ）、全国盤リリース：2004年3月31日（オーマガトキ）。全国盤オリコン10位）
- 起きないあいつ（作詞も担当。FAN TAN feat. The Uncoloured名義[注釈 22]。リリース：2004年6月23日（ザ・ミュージックカウンシル）。オリコン初登場7位）
- 1/6の夢旅人2002〜saicorne ver./featuring 大泉洋〜（樋口了一 4thアルバム「Lives」収録。リリース：2004年3月5日）
- 大漁豊漁ぼやき船 (作詞も担当。船泉洋三名義。唄は木村洋二（弟子木村名義）。CDトラックナンバー3「船泉洋三バージョン」では、歌唱に参加。リリース：2009年3月18日（A-CUE RECORDS）)
- 私たちの道（One Hokkaido Project名義[注釈 23]。デジタル配信：2019年2月20日、CDシングルリリース：2019年3月6日（WESS RECORDS））[303]
- あの空に立つ塔のように（作詞も担当。デジタル配信：2023年10月31日（A-Sketch））[304]

## 作詞・作曲
| 作品タイトル                            | JASRAC作品コード | 作詞               | 作曲                       | 備考                                                                           |
| --------------------------------------- | ---------------- | ------------------ | -------------------------- | ------------------------------------------------------------------------------ |
| 負け戦                                  | なし             | 大泉洋             | 奥田民生                   | 『鈴井の巣』での「大泉バンド」の楽曲。                                         |
| 星空のコマンタレブー                    | 100-8421-5       | 大泉洋             | 大泉洋                     | 『ドラバラ鈴井の巣』「雅楽戦隊ホワイトストーンズ」挿入歌。                     |
| 君には                                  | 107-9558-8       | 大泉洋             | 大泉洋                     | 『ドラバラ鈴井の巣』「山田家の人々」挿入歌。                                   |
| 本日のスープ                            | 114-1619-0       | 大泉洋             | 根本要                     |                                                                                |
| onちゃん音頭                            | 115-8200-6       | 新田弘志           | 新田弘志・大泉洋・森崎博之 | 『いばらのもり』の企画で制作。                                                 |
| 起きないあいつ                          | 116-9862-4       | 佐藤重幸・大泉洋   | The Uncoloured             | おにぎりあたためますかの エンディングテーマ （2004年6月 -2005年3月）           |
| ナックスハリケーン                      | 117-7896-2       | 大泉洋             | 大泉洋                     |                                                                                |
| 捻挫した君                              | 117-7900-4       | 大泉洋             | 大泉洋                     |                                                                                |
| 飲むしょ朝まで                          | 117-9221-3       | 大泉洋             | 田中一志                   | 『ドラバラ鈴井の巣』「なんてったってアイドル！」劇中歌、第2・5話エンディング。 |
| ハナ～僕とじいちゃんと                  | 133-4511-7       | 大泉洋             | 大泉洋                     |                                                                                |
| スマッシュヒットLOVEバシーン!           | 151-1543-7       | 大泉洋             | 大泉洋・テツヤ             |                                                                                |
| 大漁豊漁ぼやき船                        | 156-4446-4       | 船泉洋三（大泉洋） | 宇崎竜童                   |                                                                                |
| 見上げてごらん春の空を                  | 158-3686-0       | 大泉洋             | 本間昭光                   | 『下荒井兄弟のスプリング、ハズ、カム。』劇中歌。                               |
| ビーチドリーマー                        | 161-3291-2       | 大泉洋             | 大泉洋                     |                                                                                |
| いつかNACSきっとNACS                    | 169-7567-7       | 大泉洋             | 大泉洋                     |                                                                                |
| テンテン・ブギ                          | 175-1636-6       | 大泉洋・木村洋二   | 宇崎竜童                   | 『1×8いこうよ!』の10周年記念ソング。                                           |
| ワンマンショーオープニング曲            | 182-2924-7       | 大泉洋             | 本間昭光                   | 『大泉ワンマンショー』オープニング曲。                                         |
| アカシアの首飾り                        | 182-2926-3       | 大泉洋             | 本間昭光                   |                                                                                |
| 君は一人で舞台に立てるか                | 182-2929-8       | 大泉洋             | 本間昭光                   |                                                                                |
| パパさびしいよ                          | 182-2932-8       | 大泉洋             | 大泉洋・本間昭光           |                                                                                |
| 街角ムーンナイトセレナーデ              | 182-2934-4       | 大泉洋             | 本間昭光                   |                                                                                |
| 飲むしょ朝まで～安田編                  | 194-7901-8       | 安田顕             | 大泉洋・田中一志           |                                                                                |
| バカね                                  | 202-3282-9       | 大泉洋             | 大泉洋                     |                                                                                |
| 手漕ぎボートは海をこえて                | 221-4775-6       | 大泉洋・鈴井貴之   | 大泉洋                     |                                                                                |
| 疾れ！                                  | 239-3760-2       | 大泉洋             | テツヤ                     |                                                                                |
| 下荒井兄弟のスプリング、ハズ、カム。BGM | 247-1980-3       | 大泉洋             | 本間昭光                   | 『下荒井兄弟のスプリング、ハズ、カム。』BGM。                                  |
| ちょっと早めのX' MAS SONG               | 711-4675-0       | 大泉洋             | 大泉洋                     | 「Merry CUEristmas」収録。                                                     |

## 書籍
- 北海道のおいしいカレー108店（イエローページ）ISBN 978-4900835238
- フォト&エッセイ 本日のスープカレー（2006年3月1日発売、HAJ出版）ISBN 978-4902882001
- 鈴井貴之編集長 大泉洋（2005年10月18日発売、新潮社）ISBN 978-4104758012
- 大泉エッセイ 〜僕が綴った16年（2013年4月19日発売、メディアファクトリー）ISBN 978-4840151672
  - 日本での累計発行部数は2017年7月時点で約42万部[41]。2017年1月に台湾、香港、マカオで翻訳出版[305]。表紙の装画はあだち充。
- 男のミカタ1 夢の中まで語りたい（2013年9月24日発売、マガジンハウス）ISBN 978-4-8387-2581-6
  - 発売当初は「夢の中まで語りたい 2008」。松久淳との共著。
- 男のミカタ2 酒の席で説教はやめてください（2013年10月31日発売、マガジンハウス）ISBN 978-4-8387-2622-6
  - 発売当初は「夢の中まで語りたい 2009」。松久淳との共著。
- 水曜どうでしょう〜大泉洋のホラ話〜（秋田書店少年チャンピオン・コミックス） - 原案。
  - 水曜どうでしょう～大泉洋のホラ話～ 第1巻（2020年11月6日発売） ISBN 978-4-253-25181-5[306]
  - 水曜どうでしょう～大泉洋のホラ話～ 第2巻（2020年12月8日発売） ISBN 978-4-253-25182-2[307]
  - 水曜どうでしょう～大泉洋のホラ話～ 第3巻（2021年3月8日発売） ISBN 978-4-253-25183-9[308]

### 写真集
- 探偵 大泉洋 写真集 探偵は写真の中にいる。（2013年4月26日発売、ワニブックス）ISBN 978-4847045424

### 雑誌・新聞連載
- 北海道じゃらん連載「大泉洋のワガママ絵日記」（2000年 - 2005年、リクルート北海道）
- SWITCH連載「俺の大地」（2004年 - 2005年、スイッチ・パブリッシング）
- anan連載「男のミカタ」（2005年12月2日 - 2008年、マガジンハウス）
  - 作家の松久淳とのエンターテイメントに関する対談連載。
- MUSICA連載「大泉洋の YO!食うわ」(2009年 - 、FACT)
- 北海道生活連載「大泉の北海道"福"知事」(2015年 - 2021年11月27日、えんれいしゃ)
- 週刊少年チャンピオン連載「水曜どうでしょう〜大泉洋のホラ話〜」（第一部:2019年12月5日（2020年1号） - 2020年3月26日（2020年17号）、第二部:2020年10月22日（2020年47号）- 2020年11月26日（2020年52号）、秋田書店）[309][310]
  - 『水曜どうでしょう』で大泉が語ったホラ話を原案として星野倖一郎によって劇画化。原作者として名前が掲載されている。

### 関連書籍
- 騙し絵の牙（2017年8月31日発売、KADOKAWA） ISBN 978-4-0406-8904-3
  - 塩田武士による小説。大泉を主人公と想定し、大泉を徹底取材して書き上げられた。表紙は大泉の写真であり、2021年に大泉主演で映画化された[179][311]。

## その他
- ヌオウ（日清食品） - プロデュース（森崎博之と共に）[312]
- 大泉洋プロデュース 本日のスープカレーのスープ（ベル食品） - プロデュース[313]
- 株式会社アーキテクトが実施している「タレントパワーランキング」では、2023年2月調査の全タレントや俳優を含めた総合ランキングで8位を獲得している[314]。